# Гавриші (різьбярі)
Гавриші — родина українських народних майстрів різьблення по дереву, представники косівської школи різьбярства. Народилися в Косові.
Брати
- Володимир Васильович (19 січня 1922 — 15 липня 1988). Учень Юрія Баранюка та Василя Девдюка. Працював у Косові в артілі «Гуцульщина» та на художньо-виробничому комбінаті, викладав у Косівському училищі прикладного мистецтва. Виготовляв меблі, настільні лампи, шахи, письмове приладдя, скриньки, вази, тарілки. Вироби оздобляв гуцульськими народними орнаментами у техніках «сухого різьблення» та інкрустації.
- Дмитро Васильович (18 жовтня 1925 — 25 липня 2004). Ремесла навчався у Володимира Гуза та у брата Володимира. Працював у Косові в артілі «Гуцульщина» та на Тернопільському художньо-виробничому комбінаті. Виготовляв баклаги, топірці, рахви, альбоми. Вироби декорував традиційними гуцульськими геометричними мотивами.
- Іван Васильович (25 січня 1945 — 19 грудня 1999). Ремесла навчався у братів. Працював у Косові в артілі «Гуцульщина» та на художньо-виробничому комбінаті. Виготовляв скриньки, рахви, таці, тарілки. Вироби декорував традиційними геометричними мотивами.

- Богдан Володимирович (нар. 10 лютого 1949) — син Володимира Васильовича. Ремесла навчався у свого батька. Створює тарілки, скриньки, баклаги, цукорниці.
- Любомир Дмитрович (нар. 6 лютого 1952) — син Дмитра Васильовича. Ремесла навчався у свого батька та в Косівському училищі прикладного мистецтва. Працював на Косівському художньо-виробничому комбінаті. Створює скриньки, баклаги, тарілки, рахви, альбоми. Декорує їх «сухим різьбленням», іноді інкрустує кольоровим бісером, металевими цвяшками.